# Nycteola variegata
Nycteola variegata är en fjärilsart som beskrevs av Sheldon 1919. Nycteola variegata ingår i släktet Nycteola och familjen trågspinnare. Inga underarter finns listade i Catalogue of Life.